# San Mateo, San Bartolo Tutotepec
San Mateo är en ort i Mexiko.   Den ligger i kommunen San Bartolo Tutotepec och delstaten Hidalgo, i den sydöstra delen av landet, 150 km nordost om huvudstaden Mexico City. San Mateo ligger 1 278 meter över havet och antalet invånare är 237.
Terrängen runt San Mateo är bergig åt sydväst, men åt nordost är den kuperad. Runt San Mateo är det ganska tätbefolkat, med 104 invånare per kvadratkilometer. Närmaste större samhälle är Huehuetla, 7,4 km öster om San Mateo. I omgivningarna runt San Mateo växer i huvudsak städsegrön lövskog.